# 林文俊
林文俊（1487年—1536年），字汝英，號方齋，福建興化府莆田縣人，明朝政治人物。正德丁卯解元，辛未進士。嘉靖朝官至南京戶部侍郎。

## 生平
正德二年（1507年）丁卯科福建鄉試第一名舉人（解元）。正德六年（1511年）登辛未科会试第一百二十八名，二甲110名進士。選庶吉士，授翰林院編修。嘉靖二年（1523年）五月復除原职，四年六月以纂修《武宗实录》成，升右春坊右赞善。八年四月充《大明会典》纂修官，九年七月升南京國子監祭酒，十一年正月改北京国子监祭酒，十三年正月陞南京禮部右侍郎，十四年九月改南京吏部右侍郎。嘉靖十五年（1536年）卒，諡文修。

## 著作
主持校刻《二十一史》。有《方斋存稿》十卷，收入《四库全书》。

## 家族
曾祖父林子；祖父林僴，字與毅，行三十四，稱为三十四公；祖母方氏；父林廷諭（林誥），號朴軒，贈文林郎翰林院编修；母張氏，封孺人。具庆下。

## 外部鏈接
- 明朝解元列表